# Ponte Almirante Sarmento Rodrigues
A Ponte Almirante Sarmento Rodrigues, também conhecida como Ponte Rodoviária de Barca d'Alva, é uma ponte rodoviária sobre o rio Douro, localizada, na margem esquerda, perto da vila de Barca d'Alva, na freguesia de Escalhão, no Município de Figueira de Castelo Rodrigo, no Distrito da Guarda, e, na margem direita, na freguesia de Ligares, no Município de Freixo de Espada à Cinta, no Distrito de Bragança, em Portugal, a cerca de 800 metros (0,50 mi) a oeste da fronteira com a Espanha. Por ela passa a estrada nacional N221.
A ponte foi projectada em 1955 por Edgar Cardoso. Recebeu o nome do oficial naval português e administrador colonial Sarmento Rodrigues.